# Communauté de communes du pays de Lure
La communauté de communes du Pays de Lure (CCPL) est une communauté de communes française située dans le département de la Haute-Saône, en Franche-Comté, dans la région administrative Bourgogne-Franche-Comté.

## Historique
La communauté de communes a été créée par un arrêté préfectoral du 16 décembre 1998 et regroupait alors 8 communes et 12 800 habitants. Le 1er janvier 2001, Faymont, jusqu'alors membre de la communauté de communes du Pays de Villersexel rejoint l'intercommunalité, dont le territoire regroupe en 2002 vingt communes, 21 communes en 2003 et 22 communes en 2007 (avec Vy-lès-Lure).
Dans le cadre des dispositions du schéma départemental de coopération intercommunale de 2011, les communes d'Amblans et de Genevreuille, jusqu'alors membres de la communauté de communes des Franches-Communes intègrent la CCPL le 1er janvier 2013.
La loi portant nouvelle organisation territoriale de la République (loi NOTRe) du 7 août 2015 prévoit que les établissements publics de coopération intercommunale (EPCI) à fiscalité propre doivent avoir un minimum de 15 000 habitants, sauf si la plupart des communes qui la constitue sont situées en zone de montagne et pour lesquelles le seuil est abaissé à 5 000 habitants. Afin de permettre à la communauté de communes Rahin et Chérimont (CCRC) d'être classée en zone de montagne et de bénéficier de la dérogation correspondante, le préfet de la Haute-Saône présente en octobre 2015 un projet de révision du schéma départemental de coopération intercommunale (SDCI), proposant notamment que Clairegoutte et Frédéric-Fontaine quittent la CCRC pour rejoindre le Pays de Lure,.
Le SDCI définitif, approuvé par le préfet le 30 mars 2016, confirme, sous réserve du classement effectif de Champagney et Clairegoutte en zone de montagne, le départ de la communauté de communes Rahin et Chérimont des communes de :
- Clairegoutte et Frédéric-Fontaine, devant rejoindre la communauté de communes du pays de Lure ;
- d'Échavanne, rejoignant celle du Pays d'Héricourt ;

et l'intégration de 
Rahin et Chérimont voyant son territoire ainsi réduit à Champagney, Échavanne, Errevet, Frahier-et-Chatebier, Frédéric-Fontaine, Plancher-Bas, Plancher-les-Mines et Ronchamp. Cette fusion prendrait effet le 1er janvier 2017, après consultation formelle des conseils municipaux et communautaires concernés.
Champagney et Clairegoutte sont classées « commune de montagne » en juillet 2016,.
Le 1er janvier 2023, Malbouhans quitte la communauté de communes pour rejoindre la communauté de communes des mille étangs.

## Territoire communautaire

### Géographie
La communauté de communes du pays de Lure se situe au sud de Luxeuil, dans le nord-est de la Haute-Saône, dans la plaine de l'Ognon. Lure est à une quinzaine de kilomètres du Massif des Vosges. Les terres de la communauté de communes sont regroupées autour de Lure, dans une forme allongée dans l'axe nord-sud. On distingue Lure-Nord et Lure-Sud.
Topographie et paysages
A la différence des vosges saônoises au nord, la région sur laquelle la communauté de communes s'étend est globalement plate, bien que le sol puisse occuper de longues pentes. Des collines et des dénivellations mineures ne dépassant jamais la quarantaine de mètres sont éparpillées par ci par là dans le paysage, comme la butte de Vouhenans ou le mont Gédry à Arpenans.
De vastes plaines sont présentes dans l'axe est-ouest, permettant l'exploitation agricole.

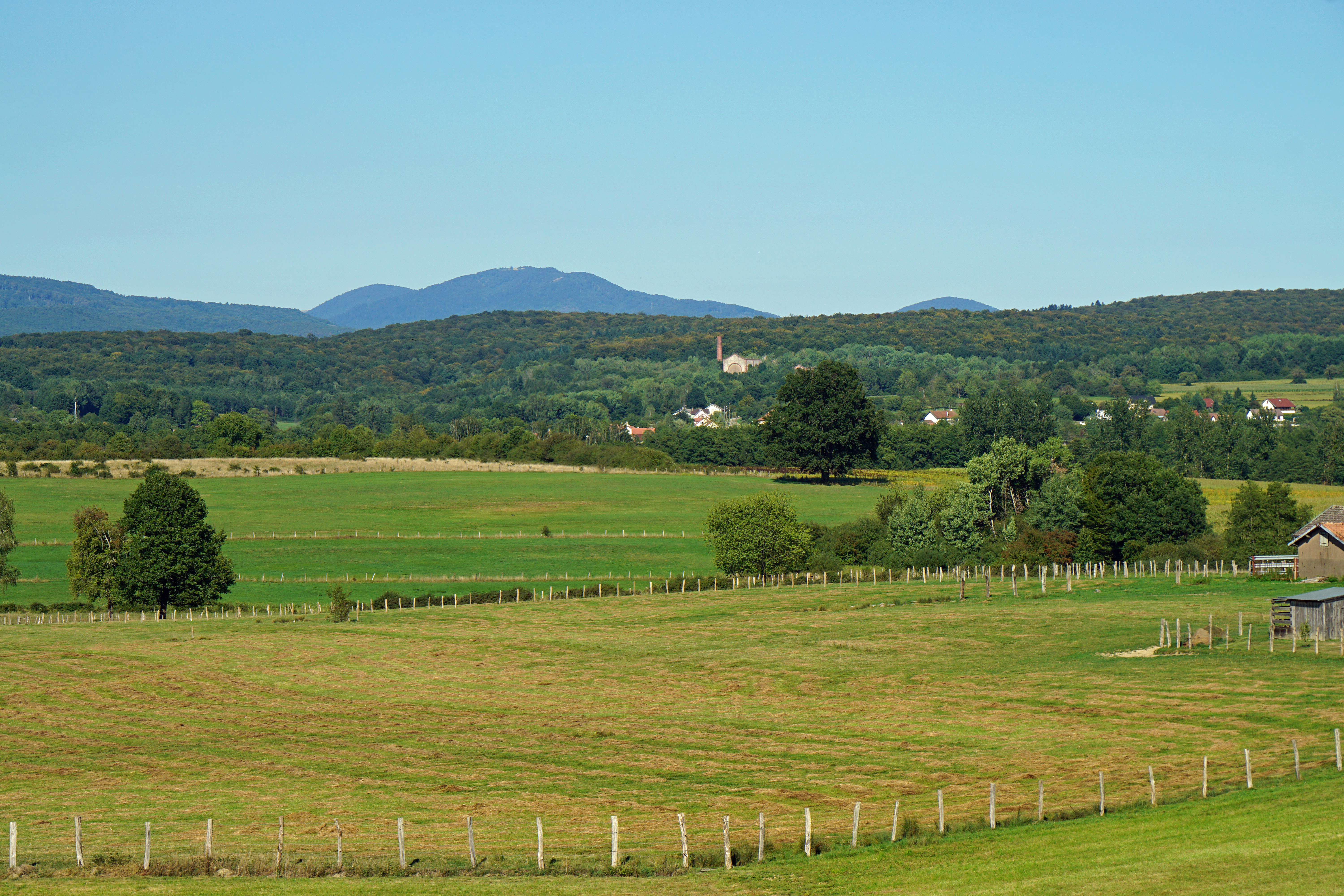
Ce paysage, photographié à Palante, est typique des campagnes de la communauté de communes du pays de Lure.
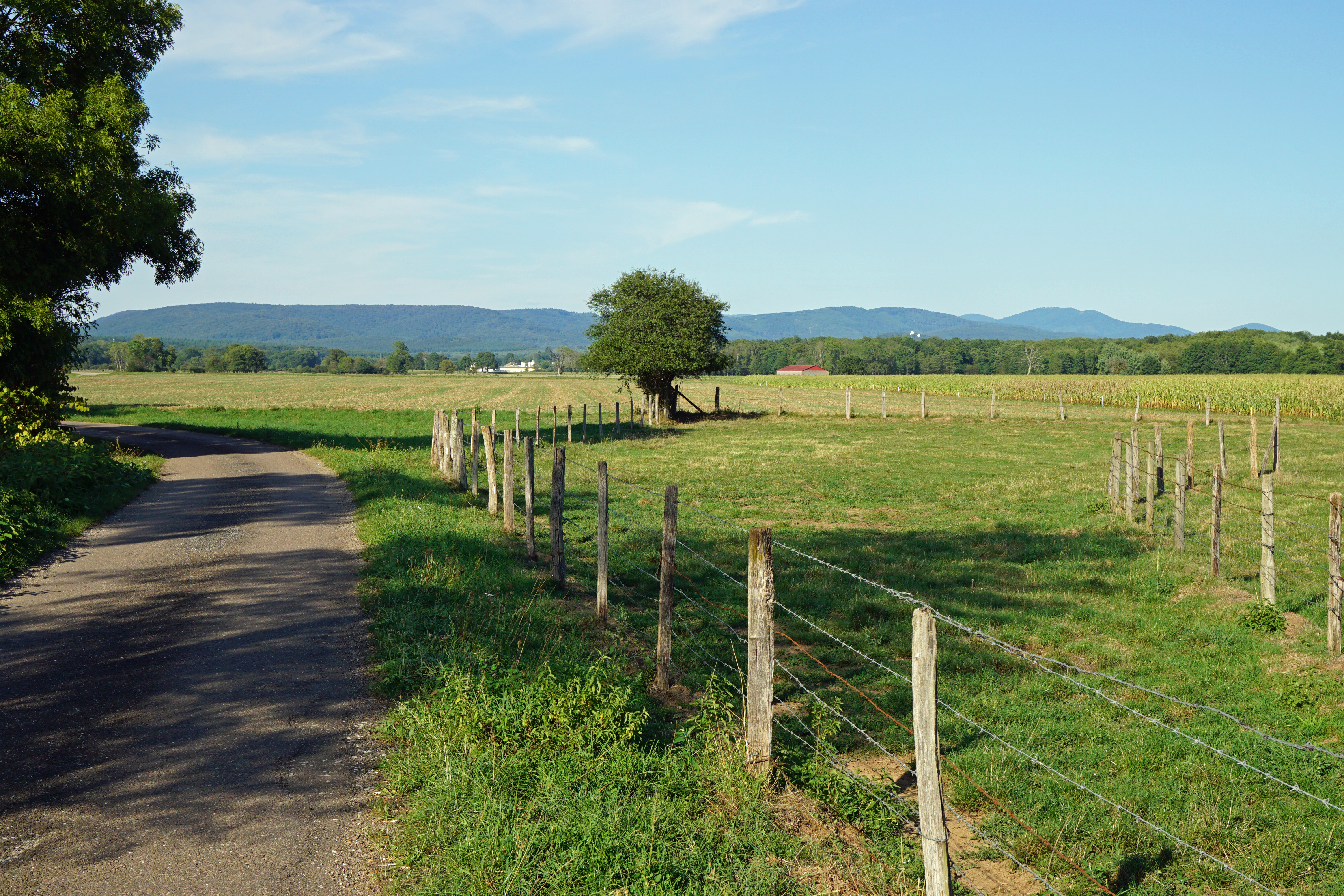
La plaine de Roye s'étend entre le village et La Côte. Le massif des Vosges est visible à l'horizon.
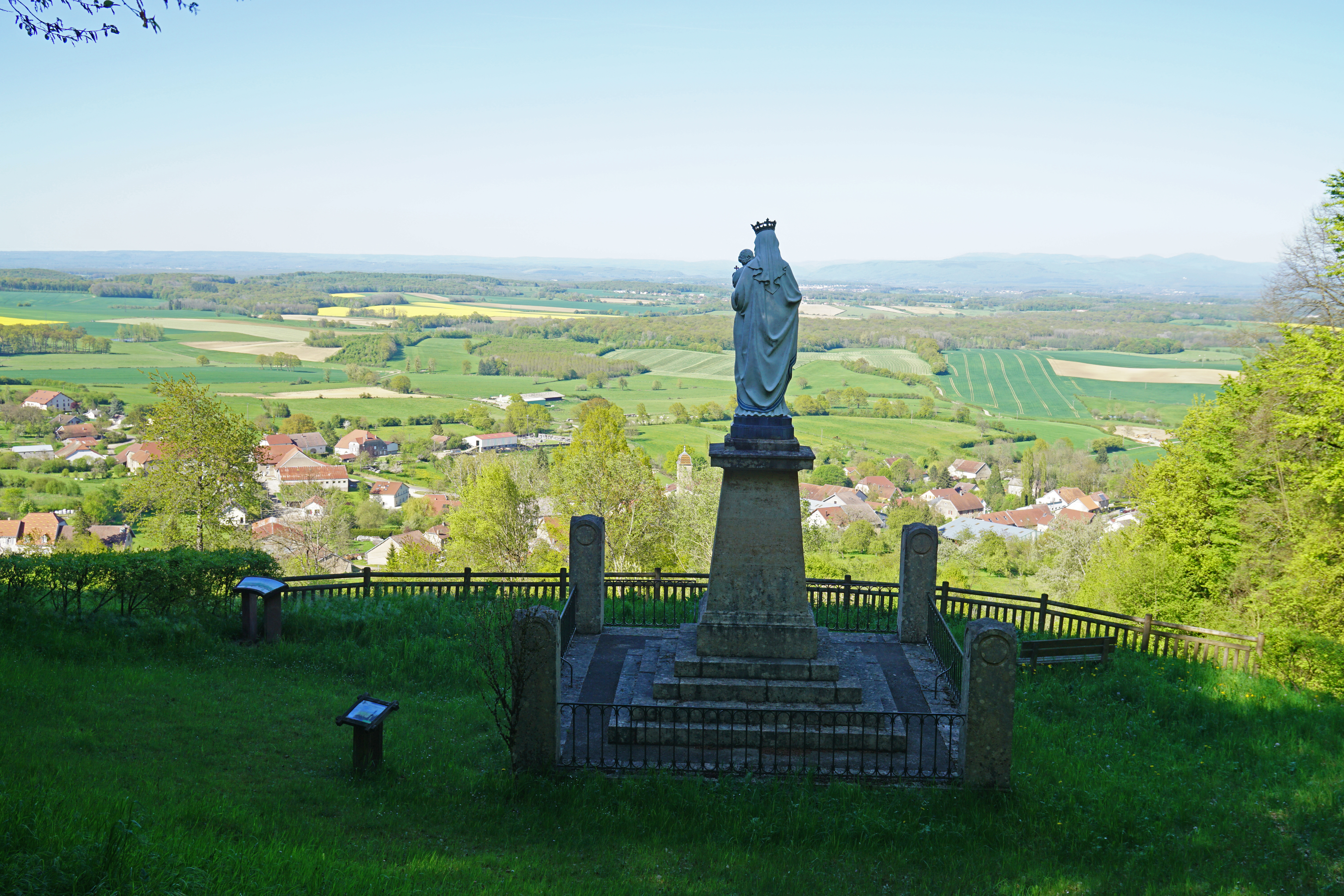
Vue générale du pays de Lure et des Vosges depuis le mont Gédry à Arpenans.
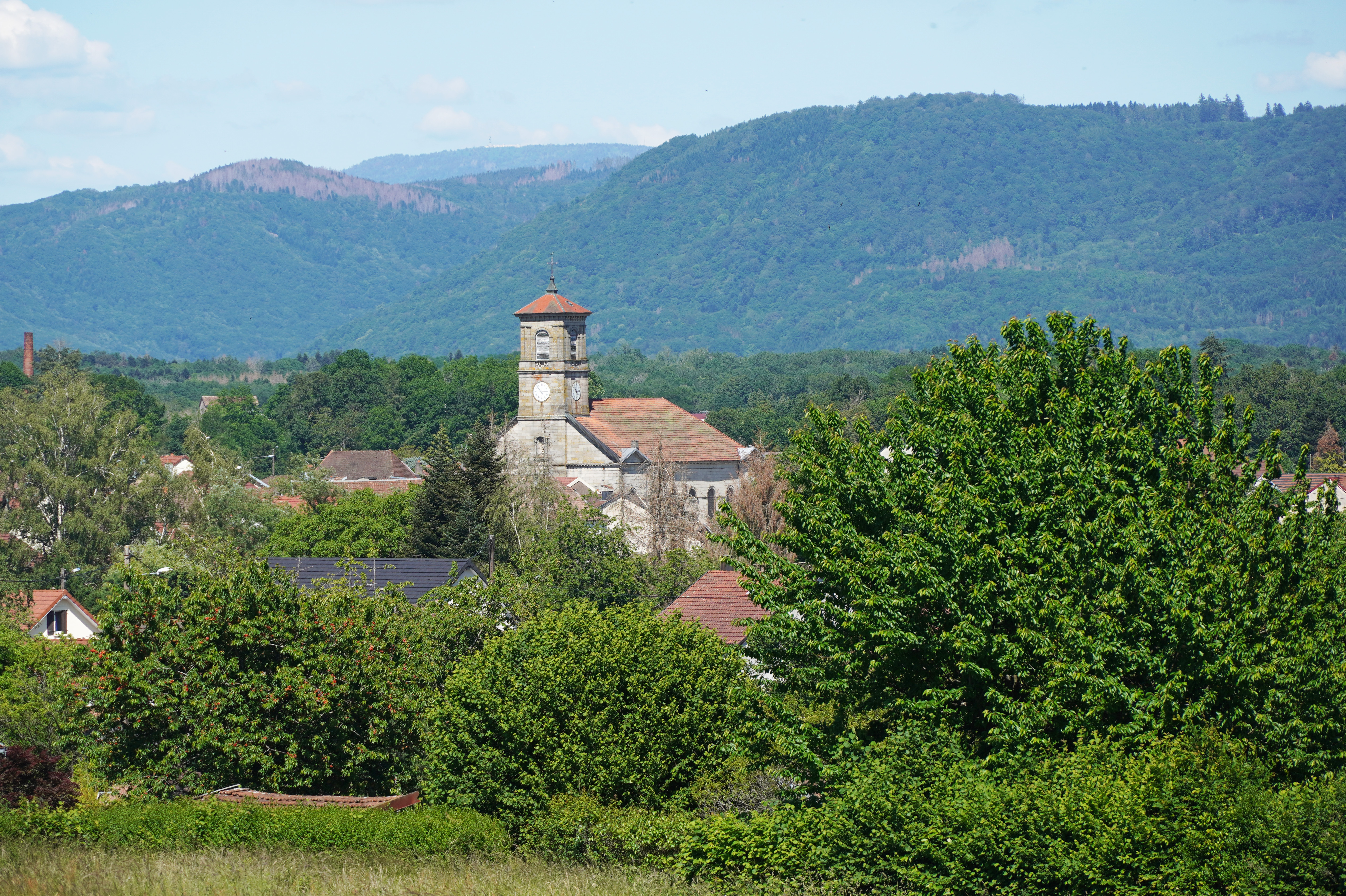
Saint-Germain et les Vosges saônoises don le ballon de Servance.

Hydrologie
L'Ognon traverse la région du nord-est au sud-ouest. Divers affluents s'y jettent, notamment le Rahin qui traverse La Côte. Diverses infiltrations de l'Ognon donnent lieu à des résurgences comme au lac de la Fond, devant la Sous-Préfecture, faisant naître la Reigne. La résurgence du Noireaud donne une fusion avec le Bourbier. D'autres cours d'eau existent évidemment, tels que le Ruisseau Notre-Dame.
La tourbière de la Grande Pile; à Saint-Germain, est une référence pour l'histoire climatique de l'Europe occidentale. Celle-ci fournissant un enregistrement des fluctuations climatiques sur les derniers 135 000 ans. Elle possède également une riche diversité de milieux humides où toutes les phases évolutives d'une tourbière sont représentés. Enfin, elle abrite des espèces rares et menacées.

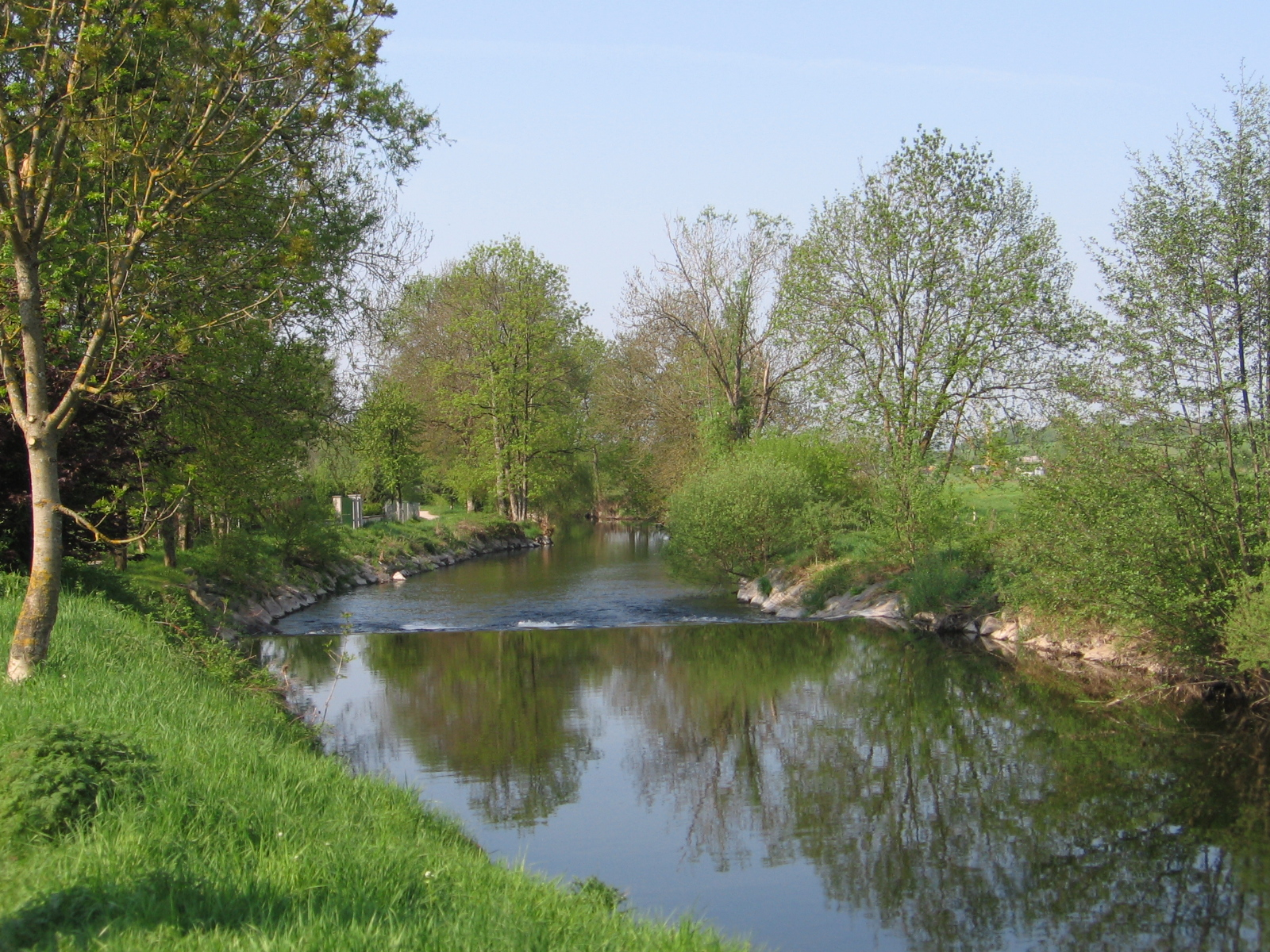
L'Ognon près de Lure.
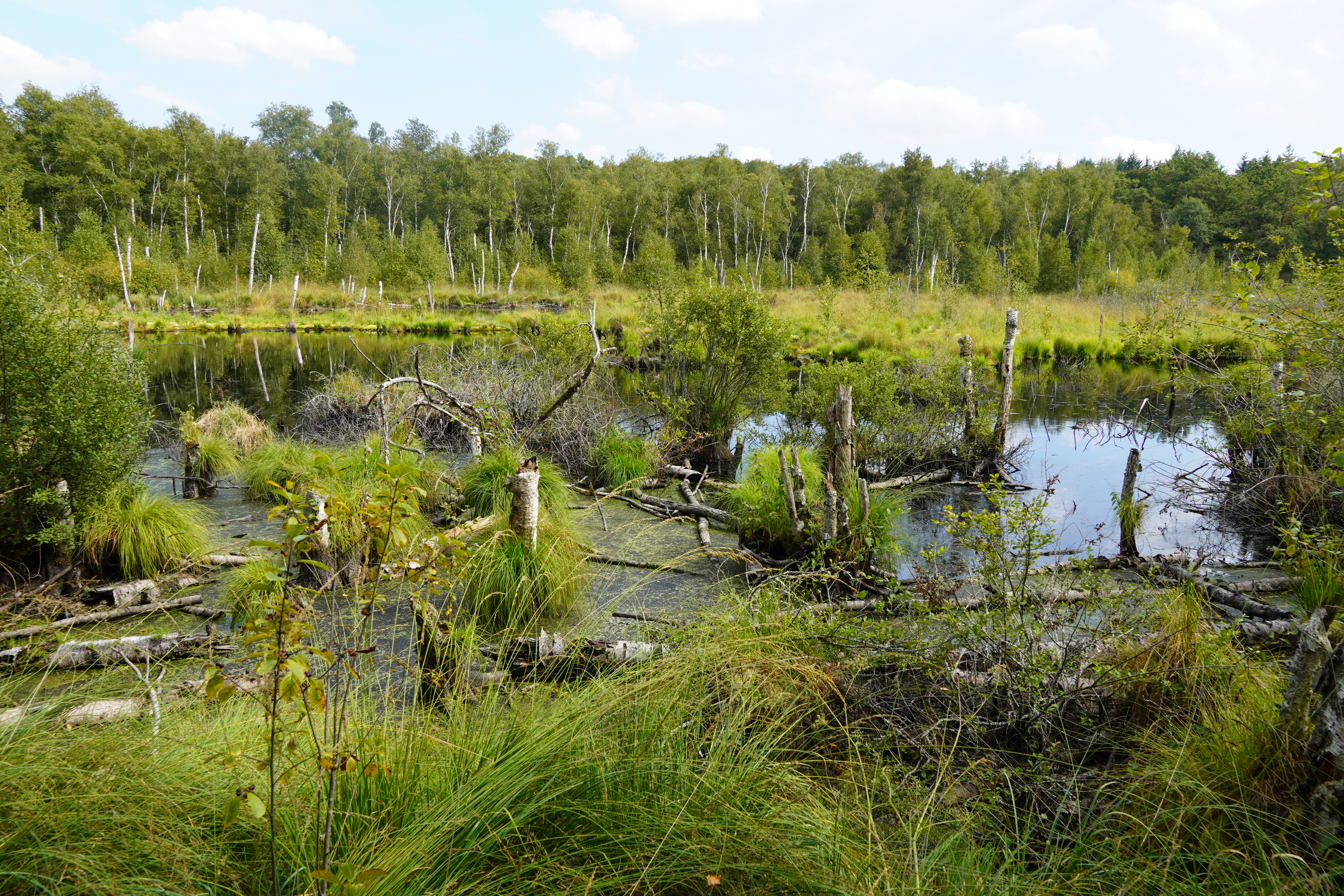
La tourbière de la Grande Pile à Saint-Germain.

Loisirs

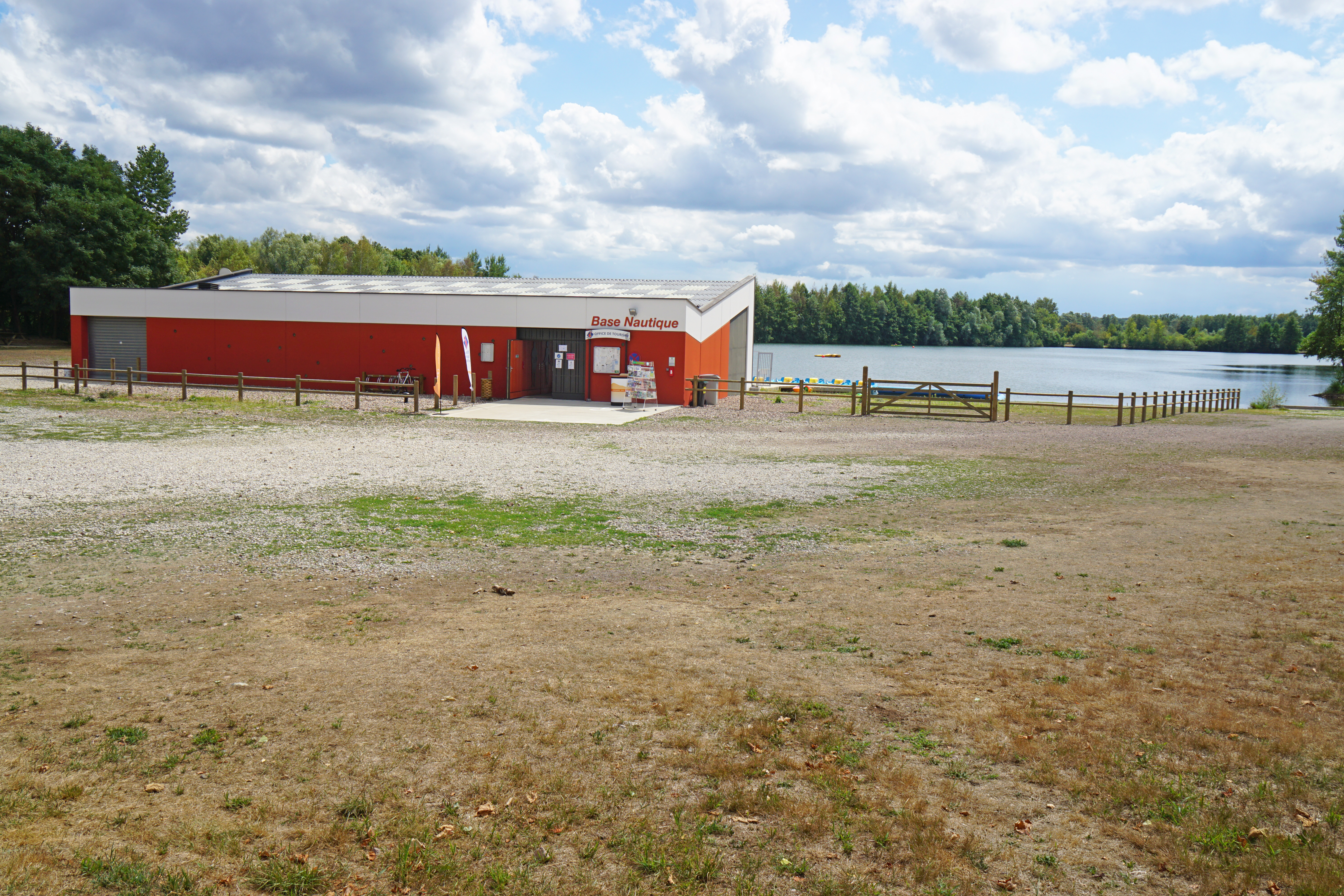
Base nautique et office de tourisme estival de la base de loisir de la Saline.

Les activités culturelles peuvent être pratiquées à Lure, tels que le cinéma, la bibliothèque, théâtre. Diverses activités sportives payantes ou gratuites peuvent également être pratiquées comme l'équitation grâce au centres équestres importants, ou escalade sur mur.
D'innombrables sentiers, chemins de terre, ou routes de campagne peuvent être sillonnées dans un cadre de nature, de campagne.
Les étangs artificiels de « la Saline », formés par l’exploitation des granulats, interdits à la baignade sont particulièrement fréquentés l'été. Ils sont entourés de chemins de promenade entretenus bordant l'Ognon allant vers Vouhenans, ainsi que d'une grande place de jeux pour enfants et d'un bar-restaurant ; une base nautique doublé d'un office de tourisme est implantée de l'autre côté de la route en 2015. Dans certains de ces étangs, en saison estivale, il est possible de pêcher. À côté se trouve un centre d'équitation aux normes de Fédération française d'équitation et un camping trois étoiles.
Transports
Deux voies expresses desservent Lure et ses environs. La RN19 est construite dans l'axe est-ouest (Vesoul-Héricourt), ce qui permet d'accéder rapidement aux villages aux alentours. La D64 permet de rejoindre Luxeuil-les-Bains. Maintes routes secondaires ou tertiaires datant d'avant la quatre voies permettent d'accéder aux villages entre eux. Des sentiers sillonnent les forêts, et les chemins entre champs, l'ultime maillage du réseau de transport permettent de se promener presque n'importe où.
La gare de Lure est située à la jonction de la ligne de Paris-Est à Mulhouse-Ville et de la ligne de Blainville - Damelevières à Lure.

### Économie
Le pays de Lure comporte plusieurs usines exportant à l'internationale.
CF2P (P3G, groupe Parisot) est l'une des plus grandes entreprises du pays de Lure, employant 170 personnes et produisant à grande échelle des panneaux de particules, notamment pour Ikea. Le site s'étend sur 25 hectares.
Knauf Fibres, à La Côte, fabrique des dalles de plafond et des panneaux isolants à base de laine de bois.
le constructeur Valmetal, également implanté à La Côte et leader français des balayeuses-laveuses de voirie.
Faurecia, implanté à Magny-Vernois, sous-traitant de l'industrie automobile qui produit des sièges pour voiture, notamment pour Peugeot, et emploie plus de 550 salariés. C'est un site classé Seveso.
Vetoquinol, le 8e laboratoire pharmaceutique mondial qui réalise plus de 80 % de son chiffre d’affaires à l’international possède son siège et son usine à cheval entre Magny-Vernois et Lure. La société développe et commercialise des médicaments vétérinaires et des produits non médicamenteux à destination des animaux de production (bovins, porcs) et des animaux de compagnie (chiens, chats).
La production de granulats de type alluvionnaires est conséquente à Lure, Roye et Saint-Germain avec 482 000 tonnes en 1991, 366 000 tonnes en 1994, 255 000 tonnes en 2016 puis entre 160 000 et 180 000 tonnes par an (2019-2025).
L'aérodrome militaire désaffecté de Malbouhans a été acheté[Quand ?] par le conseil départemental de Haute-Saône pour en faire un pôle d'activité mais le projet est bloqué par l'action d'écologistes[réf. nécessaire][Quand ?].

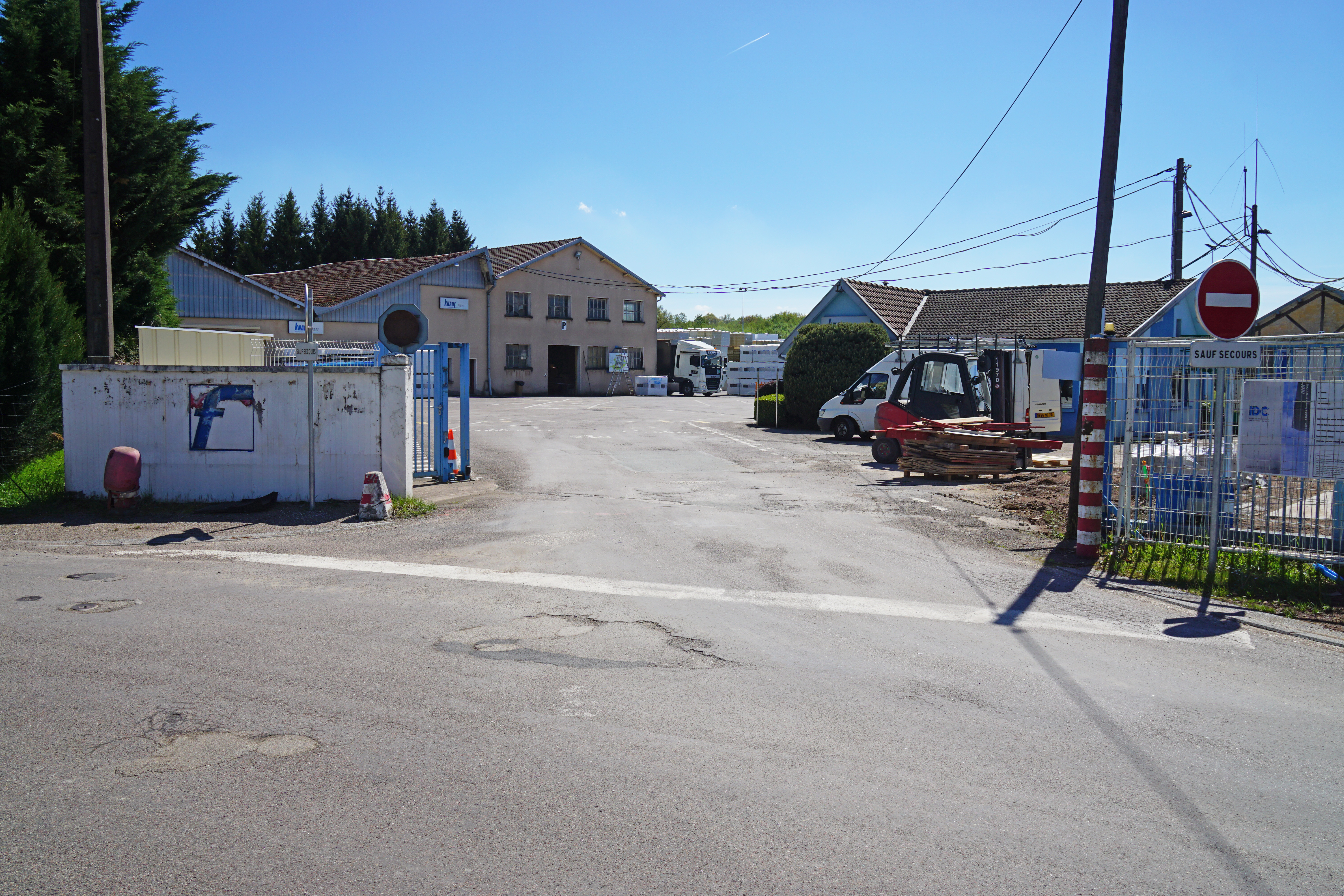
Knauf Fibres usine de dalles de panneaux isolants en laine de bois à La Côte.
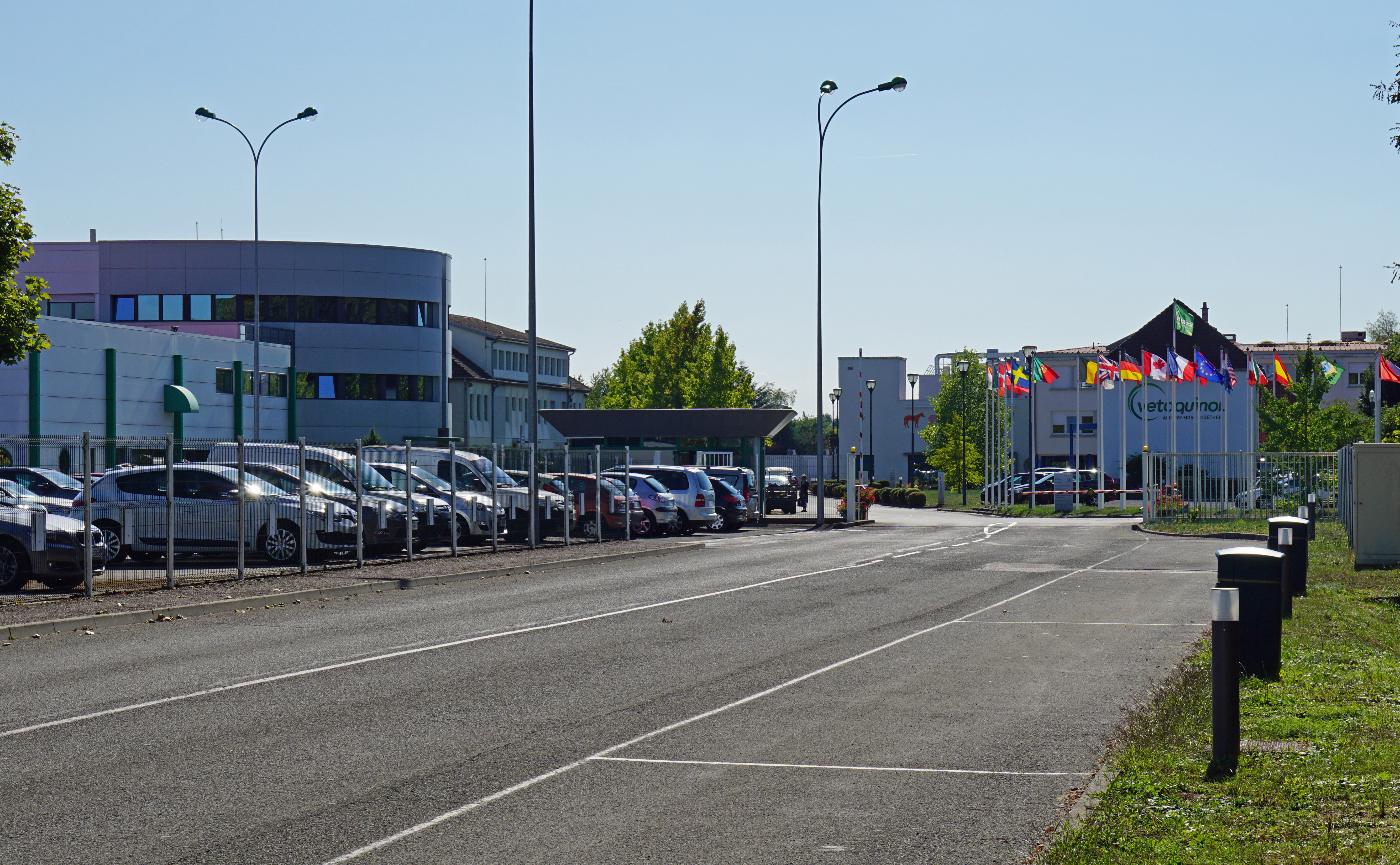
Vetoquinol, laboratoire pharmaceutique vétérinaire à Magny-Vernois.
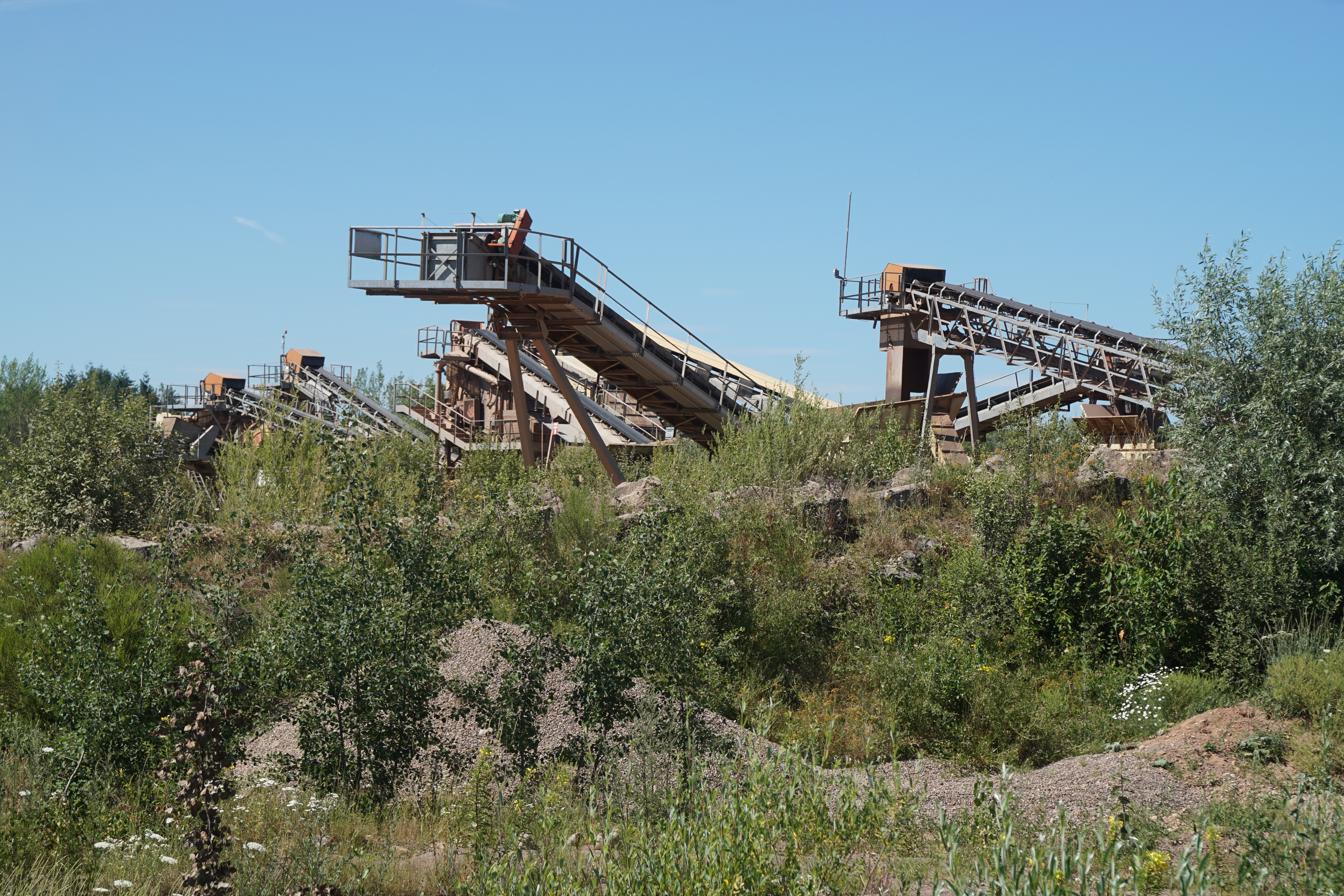
Sablière produisant des granulats à Roye.
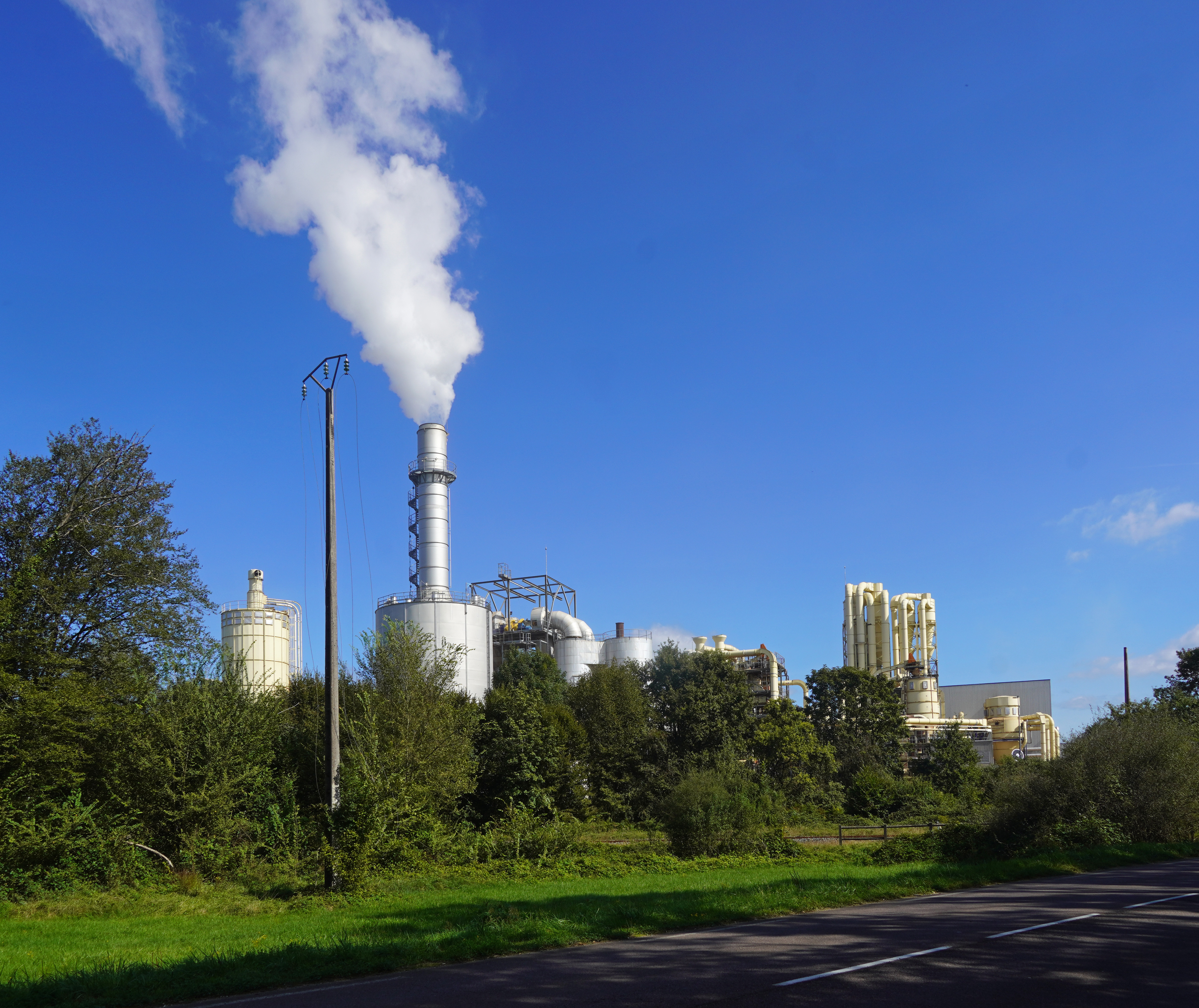
CF2P produit des panneaux de particule de bois à Lure.

### Composition
La communauté de communes est composée des 23 communes suivantes :

| Nom                   | Code Insee | Gentilé         | Superficie (km2) | Population (dernière pop. légale) | Densité (hab./km2) |
| --------------------- | ---------- | --------------- | ---------------- | --------------------------------- | ------------------ |
| Lure (siège)          | 70310      | Lurons          | 24,31            | 7 912 (2022)                      | 325                |
| Amblans-et-Velotte    | 70014      | Ambellipontains | 9,76             | 400 (2022)                        | 41                 |
| Andornay              | 70021      | Andornois       | 1,48             | 179 (2022)                        | 121                |
| Arpenans              | 70029      | Catalans        | 11,8             | 242 (2022)                        | 21                 |
| Les Aynans            | 70046      |                 | 7,82             | 360 (2022)                        | 46                 |
| La Côte               | 70178      | Cotais          | 6,93             | 526 (2022)                        | 76                 |
| Faymont               | 70229      | Faymontais      | 7,99             | 255 (2022)                        | 32                 |
| Froideterre           | 70259      | Froideterriens  | 2,83             | 365 (2022)                        | 129                |
| Frotey-lès-Lure       | 70260      |                 | 7,21             | 692 (2022)                        | 96                 |
| Genevreuille          | 70262      | Génevrulles     | 6,42             | 151 (2022)                        | 24                 |
| Lomont                | 70306      | Lomontois       | 11,35            | 479 (2022)                        | 42                 |
| Lyoffans              | 70313      |                 | 4,49             | 443 (2022)                        | 99                 |
| Magny-Danigon         | 70318      |                 | 7,52             | 454 (2022)                        | 60                 |
| Magny-Jobert          | 70319      |                 | 3,68             | 131 (2022)                        | 36                 |
| Magny-Vernois         | 70321      | Vernoisiens     | 6,38             | 1 361 (2022)                      | 213                |
| Moffans-et-Vacheresse | 70348      | Moffanois       | 14,09            | 613 (2022)                        | 44                 |
| La Neuvelle-lès-Lure  | 70385      | Neuvellois      | 4,88             | 304 (2022)                        | 62                 |
| Palante               | 70403      | Palantins       | 3,46             | 245 (2022)                        | 71                 |
| Roye                  | 70455      | Royens          | 10,37            | 1 486 (2022)                      | 143                |
| Saint-Germain         | 70464      |                 | 14,12            | 1 369 (2022)                      | 97                 |
| Le Val-de-Gouhenans   | 70515      | Vallois         | 3,88             | 66 (2022)                         | 17                 |
| Vouhenans             | 70577      | Vouhenanais     | 8,36             | 381 (2022)                        | 46                 |
| Vy-lès-Lure           | 70581      | Vy-les-Lurons   | 16               | 714 (2022)                        | 45                 |

### Démographie
| 1968   | 1975   | 1982   | 1990   | 1999   | 2010   | 2015   | 2021   |
| ------ | ------ | ------ | ------ | ------ | ------ | ------ | ------ |
| 15 225 | 16 739 | 17 814 | 17 812 | 17 825 | 18 986 | 19 334 | 19 131 |

## Organisation

### Siège
Le siège de l'intercommunalité est à Lure, ZA de la Saline, Rue des Berniers.

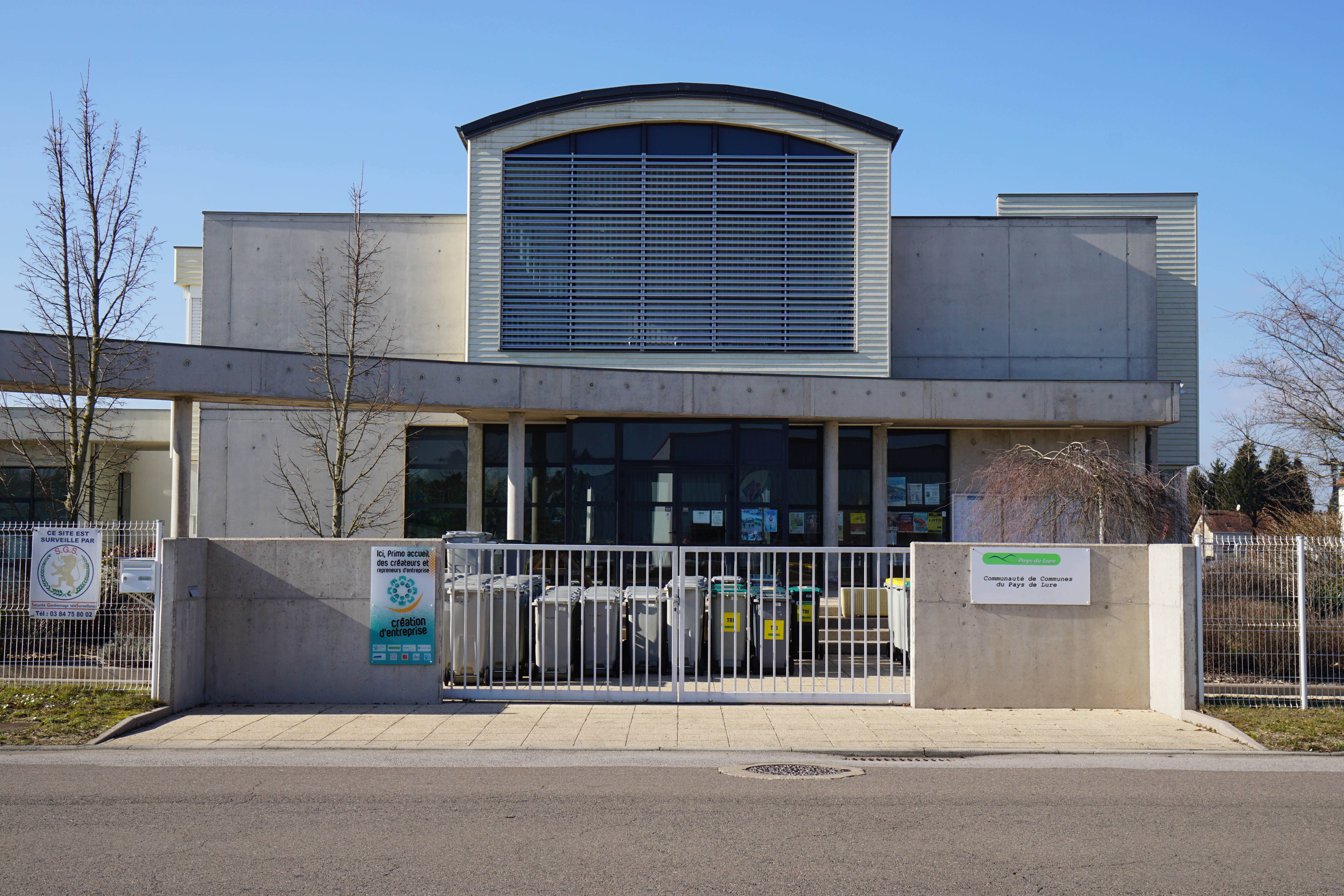
Le siège de l’intercommunalité.
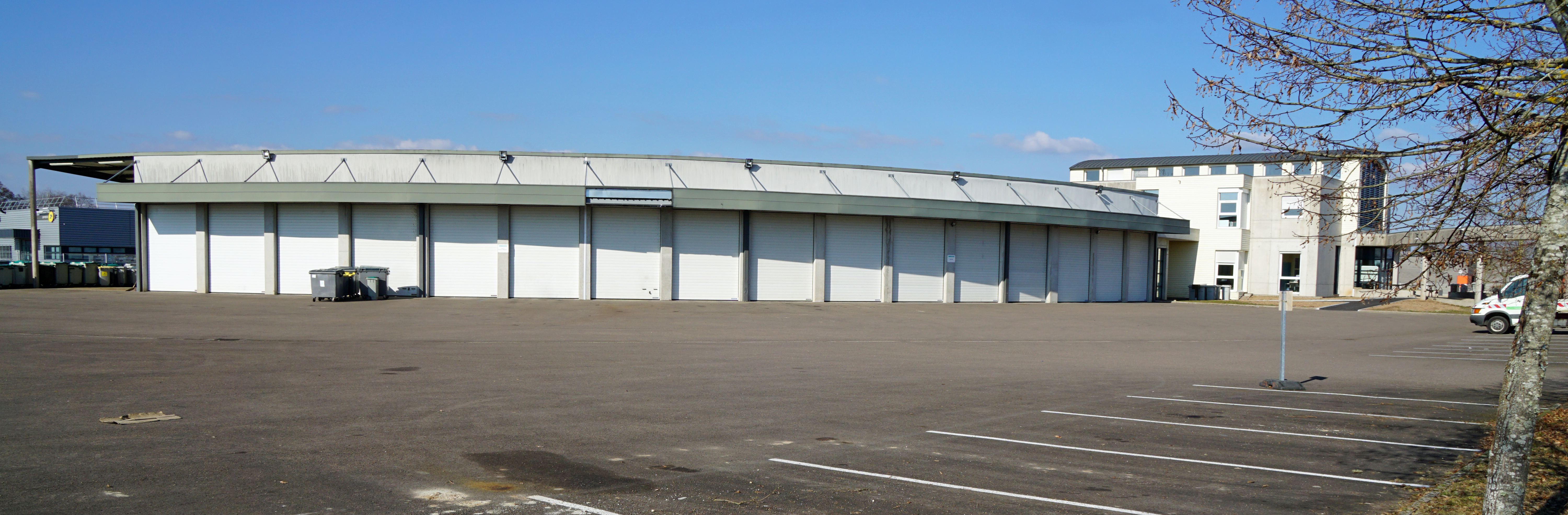
Vue générale du siège et les locaux techniques de la communauté de communes du pays de Lure.

### Élus
La communauté de communes est administrée par un conseil communautaire constitué, pour la mandature 2020-2026, de 46 délégués représentant chacune des 24 communes membres, répartis sensiblement en fonction de l'importance de leur population, soit :

- 18 délégués pour Lure ;

- 3 délégués pour Margny-Vernois, Roye ;

- 2 délégués pour Saint-Germain ;

- 1 délégué et son suppléant pour les autres villages.
Au terme des élections municipales de 2020 dans la Haute-Saône, le bureau communautaire renouvelé du 16 juillet 2021 a élu sa nouvelle présidente, Isabelle Arnould, première maire-adjointe de Lure, ainsi que ses 12 vice-présidents, qui sont :
1. Bernard Piquard, maire de Roye, chargé du développement économique ;
2. Agnès Galmiche, conseillère municipale de Lure, chargée de l'enfance ;
3. Bernard Richard, maire de Magny-Danigon, chargé de la voirie et du numérique ;
4. Sophie Romary-Grosjean, conseillère municipale de Lure, chargée de la culture, du cinéma et de l'école de musique ;
5. Jean-Christophe Ballot, maire de Magny-Jobert, chargé des déchets ;
6. Maryline Caravati-Bresson, maire de Saint-Germain, chargée du projet de territoire et de la coopération avec les communes ;
7. Joël Hacquard, conseiller municipal de Lure, chargé de l'eau, de l'assainissement, de la GEMAPI, du DECI et de l'AAGV
8. Michel Daguenet, maire de Palante, chargé de l'urbanisme et du logement ;
9. Laurence Hertz-Ninnoli, conseillère municipale de Lure, chargé du tourisme, de la  communication et de l'attractivité du territoire
10. Daniel Nourry, maire-adjoint de Magny-Vernois, chargé de la transition écologique et de la mobilité ;
11. Antoinette Marchal, maire de Genevreuille, chargée de l'insertion et du développement de l'offre de santé ;
12. Michel Wende, conseiller municipal de Lure, chargé des loisirs, du bien-être et de la piscine.

### Liste des présidents
| Période                                  | Période                    | Identité         | Étiquette | Qualité |
| ---------------------------------------- | -------------------------- | ---------------- | --------- | --- |
| Les données manquantes sont à compléter. |                            |                  |           | |
| janvier 1999                             | avril 2014                 | Jean Rota        | DVG       | Maire de Roye (1997 → 2014) |
| avril 2014,                              | juillet 2020               | Robert Morlot    | DVG       | Chef d'atelier retraité chez PSA Maire de Frotey-lès-Lure (1989 → 2020) Conseiller général de Lure-Sud (1994 → 2015) Conseiller départemental de Lure-2 (2015 → 2021) Président délégué du SDIS - 70 (2011 → 2021)                       |
| juillet 2020                             | En cours (au 6 avril 2021) | Isabelle Arnould | DVG       | Professeure des écoles Première maire-adjointe de Lure (2014 → 2020) Conseillère départementale de Lure-2 (2015 → ) Vice-Présidente du conseil départemental de la Haute-Saône (2015 → ) Présidente de l'École Départementale de Musique |

### Compétences
L'intercommunalité exerce les compétences qui lui ont été transférées par les communes membres, dans les conditions déterminées par le code général des collectivités territoriales. Il s'agit de :
- Développement économique : zones d'activité d'intérêt communautaire, actions de maintien et de développement d'activités économiques, commerciales ou artisanales) ;
- Aménagement de l'espace : documents d'urbanisme (SCOT, PLU, Cartes communales), ZAC, réserves foncières, schéma directeur d'aménagement numérique et système d'information géographique (SIG) ;
- Voiries d'intérêt communautaire ;
- Politique du logement et du cadre de vie : observatoire du logement, programme local de l'habitat (PLH), OPAH, fourrière animale ;
- Élimination et valorisation des déchets ménagers ;
- Action sociale d'intérêt communautaire : soutien à l'emploi et à l'insertion, structures d'accueil de la petite enfance, relai d'assistantes maternelles, lieu d'accueil enfants-parents, accueil périscolaire et extrascolaire, centre de santé intercommunal ;
- Équipements sportifs d'intérêt communautaire ;
- Aménagement numérique du territoire ;
- Protection et mise en valeur de l'environnement : entretien et aménagement des cours d'eau (à l'exception de l'Ognon, du Rahin et de la Reigne), fermeture des décharges brutes et sauvages, mise en valeur touristique du territoire, notamment par les sentiers de balade communautaires ;
- Transport collectif, transport à la demande et déplacements ;
- Équipements culturels (cinéma intercommunal Le Mélies de Lure)
- Droit de préemption urbain (DPU),
- Prestation de services, mandats de maîtrise d'ouvrage et fonds de concours au profit des communes membres[28].

### Régime fiscal et budget
La Communauté de communes est un établissement public de coopération intercommunale à fiscalité propre.
Afin de financer l'exercice de ses compétences, l'intercommunalité perçoit la fiscalité professionnelle unique (FPU) – qui a succédé à la taxe professionnelle unique (TPU) – et assure une péréquation de ressources entre les communes résidentielles et celles dotées de zones d'activité.
Elle collecte la redevance d'enlèvement des ordures ménagères (REOM), qui finance le fonctionnement de ce service et reverse une dotation de solidarité communautaire (DSC) à ses communes membres.

## Projets et réalisations
Conformément aux dispositions légales, une communauté de communes a pour objet d'associer des « communes au sein d'un espace de solidarité, en vue de l'élaboration d'un projet commun de développement et d'aménagement de l'espace ».